# 크리스 렘케
크리스 렘키(Kris Lemche, 1978년 1월 1일 ~ )는 캐나다의 배우이다.

## 출연 작품
- 데얼 워칭 (2016)
- 매직 아워 (2015)
- 유 어보브 올 (2015)
- 프랑켄슈타인 이론 (2013)
- 알터 에고스 (2012)
- 그린 가이즈 (2011)
- 인 타임 (2011)
- 24: 리뎀프션 (2008)
- 더 데이 더 데드 원트 데드 (2007)
- 파이널 데스티네이션 3 (2006)
- 마이 리틀 아이 (2002)
- 진저 스냅 (2000)
- 조니 (1999)
- 잔 다르크 (1999)
- 엑시스텐즈 (1999)

### 텔레비전
- 페타 윌슨의 니키타 (1997)
- 고스트 위스퍼러 시즌1 (2005)
- 조안 오브 아카디아 (2003)